# Lista de vulcões de Myanmar
Esta é uma lista de vulcões ativos e extintos em Myanmar (também conhecido como Birmânia).

## Vulcões
| Nome           | Elevação | Elevação | Localização          | Última erupção |
| Nome           | metros   | pés      | Coordenadas          | Última erupção |
| Lower Chindwin | 385      | 1263     | 22° 17′ N, 95° 06′ L | Holoceno       |
| Monte Popa     | 1518     | 4980     | 20° 55′ N, 95° 15′ L | 442 BC         |
| Singu Plateau  | 507      | 1663     | 22° 42′ N, 95° 59′ L | Holoceno       |